# Meena
Les Meena (ou Mina) sont une tribu de langue indo-aryenne - avec une population de 3,8 millions (recensement de 2001) - qui vit au Rajasthan (Jaipur, Bundi et Jhalawar) et au Madhya Pradesh (Bundelkhand, Gwalior et Nimar (en)) en Inde. Les Meena peignent les murs et les sols de leurs maisons avec des images géométriques - l'art « Mandana » - pour leurs fêtes rituelles et surtout pour des raisons décoratives. Les Meena sont hindouistes. Les Meena avaient leur propre royaume au Rajasthan jusqu’au XIe siècle et étaient à cette époque considérés comme une caste égale à celle des Rajput. Après le XIe siècle les Rajput ont pris le pouvoir. Ils furent placés par les Anglais dès 1871 sous le régime du Criminal Tribes Act (Loi sur les tribus criminelles) qui criminalisait collectivement des communautés entières, et les assujettissait à un contrôle policier étroit.

## Loi sur les tribus criminelles, 1871 et Meena Caste
En Inde, les Britanniques ont promulgué le Criminal Tribes Act et les autorités britanniques locales des États indiens ont inclus la caste Meena dans le Criminal Tribes Act.
| État                                              | Notifié |
| ------------------------------------------------- | ------- |
| Union des États de Patiala et du Pendjab oriental | Oui     |
| Rajasthan                                         | Oui     |
| Pendjab                                           | Oui     |
| Maharashtra                                       | Non     |
| Madhya Pradesh                                    | Non     |
| Delhi                                             | Non     |

,
Après l'indépendance de l'Inde, la loi a été abrogée en 1949 et la caste Meena ainsi que d'autres castes ont été dénotifiées par la loi.
En 2005, le gouvernement indien a créé la Commission nationale pour les tribus dénotifiées, nomades et semi-nomades (NCDNST) et les États ont inclus la caste Meena dans la catégorie DNST comme suit
| Etat           | DTNST inclus dans la catégorie |
| -------------- | ------------------------------ |
| Rajasthan      | Non                            |
| Pendjab        | Oui                            |
| Haryana        | Oui                            |
| Maharashtra    | Non                            |
| Madhya Pradesh | Non                            |
| Delhi          | Oui                            |

,

## Catégories de castes par les gouvernements des États de l'Inde
La caste Meena est principalement située dans les États du nord de l'Inde. La caste Meena a été incluse dans différentes catégories par différents États de l'Inde.
La liste des États est la suivante -
| État        | classe | Numéro d'entrée de la liste d'État | Numéro d'entrée de la liste manuelle |
| ----------- | ------ | ---------------------------------- | ------------------------------------ |
| Delhi       | OBC    | 40                                 | 66                                   |
| Hariyana    | OBC    | 62                                 | 57                                   |
| Maharashtra | OBC    | 98                                 | 169                                  |
| Rajasthan   | ST     | 09                                 | -                                    |

,
- La caste Madhya Pradesh-Meena a été incluse dans la catégorie des tribus répertoriées dans la subdivision Vidisha du district de Sinroj dans le Madhya Pradesh, qui a été supprimée après le premier janvier 2003 (Gazette Notification of Government of India[8]). À l'heure actuelle, Meena ( Rawat) est inclus dans les autres classes arriérées du pays (numéro d'entrée de données : 19)[6]Reste que tous les 'Meena' sont inclus dans la catégorie non réservée[6],[7],[8]

[Note-1. La caste Meena n'est incluse dans aucune catégorie réservée de l'Uttar Pradesh, du Bihar et d'autres États.
2. Au Pendjab uniquement inclus dans la catégorie DNST.],,,,